# Лубенский центр профессионального образования
Лубенский центр профессионального образования Южной железной дороги - образовательное учреждение в городе Лубны.

## История
Лубенская дорожная техническая школа была организована на железнодорожной станции Лубны 5 июня 1944 года в соответствии с приказом Народного комиссариата путей сообщения СССР № 1012-Ц и приказом начальника Юго-Западной железной дороги № 302-Н от "Об организации технической школы на станции Лубны".
30 июня 1944 года в школе начались постоянные занятия по подготовке паровозных бригад, а в декабре 1944 года - выпущена первая группа машинистов паровозов.
Приказом НКПС СССР № 935-Ц от 27 августа 1945 года Лубенская дорожная техническая школа была реорганизована в школу паровозных машинистов.
В августе 1949 года было восстановлено общежитие технической школы.
С 1951 года здесь началось обучение дежурных по станции, машинистов грузоподъемных кранов, машинистов мотовозов, осмотрщиков вагонов, поездных вагонных мастеров и других массовых профессий железнодорожного транспорта.
С октября 1956 года школа начала массовую переквалификацию машинистов паровозов на машинистов тепловозов и электропоездов.
В 1957 году состоялся выпуск первой группы машинистов электровозов постоянного тока для локомотивных депо "Октябрь", Лозовой - Южной железной дороги.
В 1958 году состоялся первый выпуск машинистов тепловозов для локомотивных депо Южной железной дороги.
В 1963 году состоялся первый выпуск машинистов электровозов переменного тока для Целинной железной дороги.
В 1981 году на привокзальной площади возле здания школы был установлен памятник — тепловоз ТЭ10-006 и пассажирский вагон.
В 1983 году было введено в эксплуатацию новое общежитие школы на 220 мест, после чего бывшее общежитие школы в 1984 году переоборудовали в учебный корпус.
После провозглашения независимости Украины школа была передана в ведение министерства транспорта Украины.
В марте 1995 года Верховная Рада Украины внесла школу в перечень предприятий, учреждений и организаций, приватизация которых запрещена в связи с их общегосударственным значением.
Приказом начальника Южной железной дороги №188 / Н от 28.04.2012 Лубенская техническая школа была переименована в Лубенский центр профессионального образования.

## Современное состояние
Центр проводит подготовку, переподготовку и повышение квалификации рабочих железнодорожного транспорта по 24 профессиям и специальностям.

## Известные выпускники
Среди выпускников - Герои Социалистического Труда П. П. Зелёный, В. И. Камирный, а также машинист Я. С. Юрченко (который провел первый поезд по линии Абакан - Тайшет).